# Spirobolus pyrocephalus
Spirobolus pyrocephalus är en mångfotingart som beskrevs av Koch 1865. Spirobolus pyrocephalus ingår i släktet Spirobolus och familjen Spirobolidae. Inga underarter finns listade i Catalogue of Life.